# Villars-sous-Yens
Pour les articles homonymes, voir Villars.
Villars-sous-Yens est une commune suisse du canton de Vaud, située dans le district de Morges.

## Géographie
La commune se situe dans le district de Morges, dans le vallon du Boiron, à 5,4 km à l'ouest de Morges et à 1 km au sud de la gare de Yens, sur la route menant de Saint-Prex à Ballens.
Le territoire de Villars-sous-Yens s'étend sur 3,04 km2. Lors du relevé de 2013-2018, les surfaces d'habitations et d'infrastructures représentaient 7,9 % de sa superficie, les surfaces agricoles 75,7 %, les surfaces boisées 17,8 % et les surfaces improductives 0,0 %.

## Population

### Surnom
Les habitants de la commune sont surnommés les Sécherons (nom donné aux pommes et poires séchées pour l'hiver en période de disette).

### Démographie

#### Évolution de la population
Villars-sous-Yens compte 609 habitants au 31 décembre 2023 pour une densité de population de 200 hab/km2. Sur la période 2010-2019, sa population a augmenté de 3,8 % (canton : 12,9 % ; Suisse : 9,4 %).  

#### Pyramide des âges
En 2020, le taux de personnes de moins de 30 ans s'élève à 35,2 %, similaire à la valeur cantonale (35 %). Le taux de personnes de plus de 60 ans est quant à lui de 21,3 %, alors qu'il est de 21,9 % au niveau cantonal.
La même année, la commune compte 307 hommes pour 305 femmes, soit un taux de 50,2 % d'hommes, supérieur à celui du canton (49,1 %).
| Hommes | Classe d’âge | Femmes |
| ------ | ------------ | ------ |
| 0,3    | 90 ans ou +  | 0,0    |
| 6,5    | 75 à 89 ans  | 6,6    |
| 15,3   | 60 à 74 ans  | 13,8   |
| 25,1   | 45 à 59 ans  | 26,2   |
| 17,6   | 30 à 44 ans  | 18,4   |
| 21,2   | 15 à 29 ans  | 20,0   |
| 14,0   | - de 14 ans  | 15,1   |

| Hommes | Classe d’âge | Femmes |
| ------ | ------------ | ------ |
| 0,5    | 90 ans ou +  | 1,4    |
| 6,1    | 75 à 89 ans  | 8,2    |
| 13,3   | 60 à 74 ans  | 14,3   |
| 21,5   | 45 à 59 ans  | 21,2   |
| 22,0   | 30 à 44 ans  | 21,4   |
| 19,6   | 15 à 29 ans  | 18,0   |
| 16,9   | - de 14 ans  | 15,5   |

## Histoire
Villars-sous-Yens fait partie du bailliage de Morges de la conquête bernoise en 1536 à 1798, puis est rattachée au district du même nom. La première mention d'une délégation communale date de 1356 et celle de deux syndics de 1527. 
La première maison de commune est construite en 1804 e le collège en 1838 (nouveau bâtiment en 1956).

## Héraldique
| Armes d'Villars-sous-Yens | Les armes de la commune d'Villars-sous-Yens se blasonnent ainsi : De sinople à la lettre V d’argent. |

## Églises et religions
En 1177, la chapelle de Villars-sous-Yens dépend de l'hospice du Grand-Saint-Bernard. Au xve siècle, la chapelle Saint-Bernard est une filiale de la paroisse de Denens, puis, dès la Réforme, une annexe de Lussy-sur-Morges. Elle est restaurée et agrandie en 1796. 
Une confrérie du Saint Esprit est mentionnée à partir de 1349. 